# Nulidade do voto
No Brasil, o termo nulidade do voto é uma criação da doutrina eleitoral para explicar o art. 224 do Código Eleitoral Brasileiro, por oposição à ideia de voto nulo.
De fato, diz a lei que:
| “ | Se a nulidade atingir a mais de metade dos votos do país nas eleições presidenciais, do estado nas eleições federais e estaduais, ou do município nas eleições municipais, julgar-se-ão prejudicadas as demais votações, e o Tribunal marcará dia para nova eleição dentro do prazo de 20 (vinte) a 40 (quarenta) dias. | ” |
|   | — Código Eleitoral Brasileiro (Lei nº 4.737/65), art. 224. |   |

É ponto pacífico, porém, voto nulo não caracteriza a nulidade de voto, mas sim as hipóteses previstas nos artigos 220, 221 e 223 do Código Eleitoral Brasileiro.

## Casos
Em 2004, durante as eleições municipais, em diversas cidades houve nulidade em mais de 50% dos votos, gerando assim a anulação do primeiro turno dos respectivos pleitos eleitorais. Foram estas cidades:   
- Amazonas: Boca do Acre, Itamarati
- Bahia: Iramaia, Jacobina, São José do Jacuípe, Varzedo
- Espírito Santo: Presidente Kennedy
- Goiás: Alvorada do Norte, Palestina de Goiás, Turvelândia, Flores de Goiás, Santa Rita do Araguaia, São João D´Aliança
- Maranhão: Barão de Grajaú, Cândido Mendes
- Minas Gerais:Juatuba, Bocaina de Minas, Aricanduva, Conceição dos Ouros, Ipanema, Rubim, São Sebastião da Bela Vista
- Mato Grosso do Sul:Dois Irmãos do Buriti
- Mato Grosso: Paranatinga
- Paraíba: Caldas Brandão
- Pernambuco: Terra Nova
- Sergipe: Divina Pastora, Nossa Senhora de Lourdes